# Jan Meyers
Janice Lenore "Jan" Meyers, nata Crilly (Lincoln, 20 luglio 1928 – Shawnee, 21 giugno 2019), è stata una politica statunitense, membro della Camera dei Rappresentanti per lo stato del Kansas dal 1985 al 1997.

## Biografia
Impegnata sin da giovane in politica, la Meyers aderì al Partito Repubblicano, con il quale servì per alcuni anni nella legislatura statale del Kansas.
Nel 1984 la Meyers si candidò per la Camera dei Rappresentanti e riuscì a farsi eleggere. Fu riconfermata per altri cinque mandati, finché nel 1997 decise di ritirarsi e abbandonò il Congresso.
Conservatrice in materia fiscale, Jan Meyers si contraddistinse però per delle posizioni più moderate in campo sociale. Sostenne ad esempio il diritto delle donne di abortire.